# Лапко, Николай Романович
Никола́й Рома́нович Лапко́ (укр. Микола Романович Лапко; род. 11 октября 1976, Нижнее Высоцкое, Львовская область) — украинский футболист, полузащитник.

## Игровая карьера
Воспитанник СДЮШОР «Карпаты» (Львов). Первый тренер — Ярослав Кикоть. В составе львовского клуба дебютировал 7 июня 1993 года в матче в высшей лиги против запорожского «Металлурга». Сыграв всего несколько матчей за «Карпаты», Лапко, транзитом через стрыйскую «Скалу», отправился в ФК «Львов», выступавший в переходной лиге. С этой командой за три с половиной сезона прошёл путь из четвёртого по силе украинского дивизиона в первую лигу. В начале 1997 года полузащитник был приглашён в состав новичка высшей лиги «Ворсклы», с которым в дебютный сезон становился бронзовым призёром чемпионата Украины. В следующем чемпионате Лапко чаще привлекался в матчам «Ворсклы-2» и зимой покинул Полтаву.
Далее играл за «Прикарпатье», «Копетдаг», «Львов» и «Металлург» (Запорожье).
В 2005 году вернулся в «Карпаты», которые на тот момент покинули высший дивизион. Львовский клуб на 90 % омолодил состав, и опытный Лапко выводил ещё совсем молодых своих партнёров на футбольное поле с капитанской повязкой. В том, что на возвращение в высшую лигу «зелёно-белым» хватило лишь два сезона, есть и его немалая заслуга. Значительный вклад Лапко сделал и в выход перволиговых «Карпат» в полуфинал Кубка Украины 2005/06, на пути к которому поочерёдно были повержены три клуба высшей лиги «Черноморец», «Шахтёр» (действующий чемпион Украины) и «Ворскла».
После второго ухода из «Карпат» некоторое время играл за азербайджанский «Симург» и «Волынь» в первой лиге.